# Belgische federale verkiezingen 2010/Kandidatenlijsten/Groen
Dit zijn de kandidatenlijsten van Groen! voor de Belgische federale verkiezingen van 2010. De verkozenen staan vetgedrukt.

## Antwerpen

### Effectieven
1. Meyrem Almaci
2. Kristof Calvo
3. Ingrid Pira
4. Inge Hermans
5. Vincent Verrydt
6. Bob Ponsaers
7. Katrien Vanhove
8. Bob Peeters
9. Titia Van Den Engel
10. Jeroen Van Laer
11. Greet Oris
12. Matsen Scholiers
13. Ikrame Kastit
14. Jeff Dierckx
15. Vera Hendrickx
16. Evarist Heylen
17. Elka Joris
18. Tom Verboven
19. Sylvia Bollen
20. Maarten Vergauwen
21. Ilse Van Dienderen
22. Jan Claes
23. Joos De Meyer
24. Mieke Vogels

### Opvolgers
1. Joris Giebens
2. Astrid Wittebolle
3. Chris Vermeulen
4. Loes Van Cleemput
5. Wim Van Kets
6. Karin Van Hoffelen
7. Steven Lambrechts
8. Lut Lambert
9. Joan Pepermans
10. Marij Preneel
11. Dimitri Van Pelt
12. Nicole Van Praet
13. Dirk Peeters

## Brussel-Halle-Vilvoorde

### Effectieven
1. Tinne Van der Straeten
2. Jean-Pierre Maeyens
3. Fatima Boudjaoui
4. Leentje Van Aken
5. Klaas Lagrou
6. Dirk Snauwaert
7. Sabah Meschi
8. Karel De Ridder
9. Jenny Sleeuwaegen
10. Jef Hollebecq
11. Ilse Rymenants
12. Bart Hanssens
13. Monique Brys
14. Jan Steyaert
15. Katia Van Den Broucke
16. Patrick Gillis
17. Cecile Verwimp-Sillis
18. Luc Denys
19. Alena Van Den Bussche
20. Bert Vannieuwenhuyse
21. Adelheid Byttebier
22. Bart Staes

### Opvolgers
1. Marie-Jeanne Thaelemans
2. Bart Dhondt
3. Ghislaine Duerinckx
4. Eddie Boelens
5. Magda Van Stevens
6. Geert De Winter
7. Nathalie Espeel
8. Erwin Malfroy
9. Bart Bogaerts
10. Erik Tobbeyns
11. Elke Van Den Brandt
12. Annemie Maes

## Leuven

### Effectieven
1. Eva Brems
2. Stijn Bex
3. Bernadette Stassens
4. Paul De Troyer
5. Heidi Vanheusden
6. Luc Robijns
7. Hermes Sanctorum

### Opvolgers
1. Tie Roefs
2. Stef Boogaerts
3. Philippe Bossin
4. Mieke Matthijs
5. Fons Creuwels
6. Betty Kiesekoms

## Limburg

### Effectieven
1. Toon Hermans
2. Mieke Biets
3. Inan Asliyuce
4. Bert Stulens
5. Kristien Kempeneers
6. Hugo Leroux
7. Riet Vanbillemont
8. Eddy Horions
9. Lieve Vandeput
10. Annie Partyka
11. Marij Gabriels
12. Ivo Thys

### Opvolgers
1. Katrijn Conjaerts
2. Dirk Opsteyn
3. Maarten Caubergh
4. Fermudiye Sagir
5. Paul Driesen
6. Lieve Gelders
7. Derya Erdogan

## Oost-Vlaanderen

### Effectieven
1. Stefaan Van Hecke
2. Elke Decruynaere
3. Kristien Hulstaert
4. Karine Kindermans
5. Piet Van Heddeghem
6. Cengiz Cetinkaya
7. Bram Van Braeckevelt
8. Barbara Redant
9. Wout De Meester
10. Tine Heyse
11. Bob D'Haeseleer
12. Liesbet Denys
13. Wouter Vande Winkel
14. Dirk Stroobandt
15. Maja Wolny-Peirs
16. Marijke Pinoy
17. Annemie De Bie
18. Servaas Van Eynde
19. Elisabeth Meuleman
20. Filip Watteeuw

### Opvolgers
1. Björn Rzoska
2. Kathleen Pisman
3. Dirk Vos
4. Dieter Everaert
5. Hilde Van Cauteren
6. Wouter Stockman
7. Graziella De Ros
8. Jethro Mortier
9. Marij Sercu
10. Jamila Lafkioui
11. Jan Fiers

## West-Vlaanderen

### Effectieven
1. Wouter De Vriendt
2. Marleen Ryelandt
3. Veerle Dejaeghere
4. Maarten Tavernier
5. Kathleen Bevernage
6. Filiep Bouckenooghe
7. Els Geeraert
8. Matti Vandemaele
9. Geert Vercruyce
10. Philippe Avijn
11. Marijke Ven
12. Sonia Hoedt
13. Wim Tousseyn
14. Nancy Acx
15. Maria Boydens
16. Bart Caron

### Opvolgers
1. Sammy Roelant
2. Martine De Meester
3. David Van Moerkercke
4. Joerie Van Damme
5. Ilse Vanraepenbusch
6. Annelies Vergaerde
7. Stefaan De Clercq
8. Frans Ramon
9. Anne-Mie Descheemaeker

## Senaat

### Effectieven
1. Freya Piryns
2. Geert Lambert
3. Fatiha Dahmani
4. Hugo Van Dienderen
5. Eva Lauwers
6. Arfan Saber
7. Nancy Mbuyi Elonga
8. Paul Pataer
9. Klara Bulckens
10. Bruno Lapauw
11. Francine De Prins
12. Remi Heylen
13. Anne Provoost
14. Tom Kestens
15. Joke Devynck
16. Toon Toelen
17. Gerda Schotte
18. Mike Van Acoleyen
19. Seppe Santens
20. Tilly Davidts
21. Steven Vromman
22. Lotte Scholiers
23. Luckas Vander Taelen
24. Magda Aelvoet
25. Wouter Van Besien

### Opvolgers
1. Johan Danen
2. Annemie Vermeylen
3. Anne Dedry
4. Tobias Ceulemans
5. Sara Matthieu
6. Herman Lodewyckx
7. Katrien Stynen
8. Dirk Vansintjan
9. Liesbet De Weder
10. Philippe Mingels
11. Inge Joris
12. Ummü Gülsüm Almaci
13. Eddy Boutmans
14. Bruno De Lille